# 아이나 발린
아이나 발린(Ina Balin, 1937년 11월 12일 ~ 1990년 6월 20일)은 미국의 배우이다.

## 참여 작품
- 최고의 이야기